# Ecnomus talenoi
Ecnomus talenoi är en nattsländeart som beskrevs av Malicky och Chantaramongkol 1993. Ecnomus talenoi ingår i släktet Ecnomus och familjen trattnattsländor. Inga underarter finns listade i Catalogue of Life.